# 居伊·萨瓦
居伊·萨瓦（法語：Guy Savoy，發音：[ɡi savwa]；1953年7月24日—），生于法国讷韦尔，是法国厨师。自2002年以来，位于巴黎第6区孔蒂码头11号的居伊·萨瓦餐厅（Restaurant Guy Savoy）餐厅曾獲得米其林三星。

## 履历
1955年，居伊·萨瓦的父母在伊泽尔省 布尔关雅略市安定下来，他的父亲是厨师，母亲经营着一家小酒店，后来被改为餐厅。居伊·萨瓦首先在特鲁瓦格罗兄弟餐厅学习厨艺，而后又在多家著名餐厅完善厨艺，学厨三年后，他于1980年在巴黎杜蕾街（Rue Duret）开了自己的餐厅，并因这家餐厅于1985年获得米其林二星。 他于2002年获得第三颗米其林星。 2017年、2018年、2019年和2020年，他位于孔蒂码头11号的餐厅连续被LA LISYR评为“世界最佳餐厅”。
他与达妮埃尔·萨瓦（Danielle Savoy）结婚，并育有两个孩子：卡罗琳（Caroline，1978年1月21日出生）和弗兰克（Franck，1979年6月4日出生）。英國廚師和電視名人戈登·拉姆齊是居伊·萨瓦的學生。
2007年，居伊·萨瓦为著名动画片《料理鼠王》法语版中的Horst角色配音。这部动画片由皮克斯动画工作室出品，2007年8月上映。
他还是“法国美食文化及遗产代表团”（Mission Française du Patrimoine & des Cultures Alimentaires）理事会成员，该代表团成功地将法国料理申请并列入由联合国教科文组织非物质文化遗产名录和优秀保护实践名册。
2017年，2018年，他担任凡尔赛奖评选活动全球评委团成员。

## 餐厅
餐厅
- 居伊·萨瓦餐厅（Restaurant Guy Savoy） - 法国巴黎第6区孔蒂码头11号
- 居伊·萨瓦餐厅（Restaurant Guy Savoy） - 美国拉斯维加斯 - 凯撒宫殿

其他餐厅
- 阿尔伯特大师烤肉餐厅（Atelier Maître Albert） - 法国巴黎第5区
- 奇贝塔餐厅（Le Chiberta） - 法国巴黎第8区
- 苏普日本拉面餐厅（Supu Ramen） - 法国巴黎第6区

## 奖項
- 居伊·萨瓦于2008年获得法國榮譽軍團勳章。[1]
- 2018年，他获得法国美食促进奖（Prix du Rayonnement gastronomique français）。
- 他位于巴黎的居伊·萨瓦餐厅（Restaurant Guy Savoy）于2002年获得米其林三星。
- 2020年，他的餐厅连续第四年被评为“世界最佳餐厅”。 他拥有五顶戈和米約白帽，获得Pudlowski美食指南的三盘荣誉，他的餐厅被Guide Lebey美食指南列入巴黎最佳餐厅（Meilleures tables de Paris）榜单。
- 他位于拉斯维加斯的居伊·萨瓦餐厅（Restaurant Guy Savoy）获得米其林两星、AAA五星钻石奖（AAA Five Diamond Award）、福布斯旅游指南五星以及《葡萄酒观察家》大奖（Wine Spectator Grand Award）。[8]

## 外部連結
- 居伊·萨瓦餐厅（Restaurant Guy Savoy）网站 （页面存档备份，存于）
- 阿尔伯特大师烤肉餐厅（Atelier Maître Albert）网站 （页面存档备份，存于）
- 奇贝塔餐厅（Le Chiberta）网站 （页面存档备份，存于）
- 苏普日本拉面餐厅（Supu Ramen）网站 （页面存档备份，存于）